# Klasskamrater
Klasskamrater är en svensk dramafilm från 1952 i regi av Schamyl Bauman. 

## Handling
Sickan Carlsson spelar den nyutexaminerade lärarinnan Anna-Greta, som fått en tjänst på sin gamla skola. Första dagen har skolan en orienteringstävling, i vilken hon deltar, men hon råkar fastna i ett kärr. Hon blir dock räddad av fjärderingaren Stig (Stig Olin), men ingen av dem vet vem den andre är. 
Det hela utvecklar sig till en stilla flirt, men när Anna-Greta senare får veta att Stig är elev i skolan ber hon honom glömma det som hände i skogen. 
Den romantiske ynglingen vill dock inte ta reson, och därtill förälskar sig Anna-Greta i skolans gymnastiklärare kapten Björk (Karl-Arne Holmsten). Skolans rektor (Olof Winnerstrand) ställer dock alla de förvecklingar, som uppstår, tillrätta till slut.

## Om filmen
Filmen premiärvisades den 17 november 1952 på biografen Palladium i Göteborg. Den spelades in på 44 arbetsdagar i Sandrew-ateljéerna i Stockholm med exteriörscener från olika skolor i Stockholm, bland annat Tekniska Högskolan och Vasa Real av Rune Ericson
Den dikt som Stig Olin läser upp ur minnet i skogen är Gustaf Frödings En vårfästmö.

## Roller i urval
- Sickan Carlsson – Anna-Greta Wallin, gymnasielärarinna
- Olof Winnerstrand – Carl-Otto Johansson, rektor
- Stig Olin – Stig Andersson, gymnasist i IV ring
- Karl-Arne Holmsten – kapten Anders Björk, gymnastiklärare
- Hjördis Petterson – Wilma Pettersson, lärarinna
- Pia Skoglund – Barbro Larsson, gymnasist i IV ring
- Jan Molander – Sixten Törnqvist, lärare i naturvetenskap
- Rune Carlsten – Mauritz Stolpe, undervisningsråd
- John Botvid – Gustafsson, skolvaktmästare
- Amy Jelf – Maj-Britt, gymnasist i IV ring
- Tommy Nilson – spritdrickande gymnasist
- Fale Burman – spritdrickande gymnasist
- Maritta Marke – Anna-Gretas hyresvärdinna
- Hanny Schedin – Hulda, rektorns hushållerska
- Aurore Palmgren – arg äldre dam på gatan

## DVD
Filmen gavs ut på DVD 2009 och 2011.

## Musik i filmen
- Stycke, piano, op. 32. Nr 3 Frühlingsrauschen, kompositör Christian Sinding, instrumental.
- When It's Springtime in the Rockies (Når det våras ibland bergen), kompositör Robert Sauer,engelsk text Maryhale Woolsey och Milt Taggart svensk text Sven-Olof Sandberg, instrumental.
- Vårkänslor (De' ä' våren), kompositör Einar Björke, text Sten Hage
- Good Morning (God morgon), kompositör Nacio Herb Brown, engelsk text Arthur Freed svensk text Per-Martin Hamberg, instrumental.
- Vårsång (Glad såsom fågeln i morgonstunden), kompositör Prins Gustaf, text Herman Sätherberg, sång Olof Winnerstrand
- Champagnegalopp, kompositör Hans Christian Lumbye, instrumental.
- Sjungom studentens lyckliga dag, kompositör Prins Gustaf, text Herman Sätherberg
- Kycklingpolka, musikarrangör Gunnar Lundén-Welden, instrumental.